# María Tost
María Tost Forrellat   (nacida el 21 de marzo de 1994 en  Sant Cugat del Vallés, Cataluña) es una jugadora de hockey sobre hierba española.

## Carrera internacional
Es medalla de bronce en Campeonato Europeo de Hockey sobre Hierba Femenino de 2019 disputado en Bélgica.